# Luftmunitionsanstalt Hohenleipisch

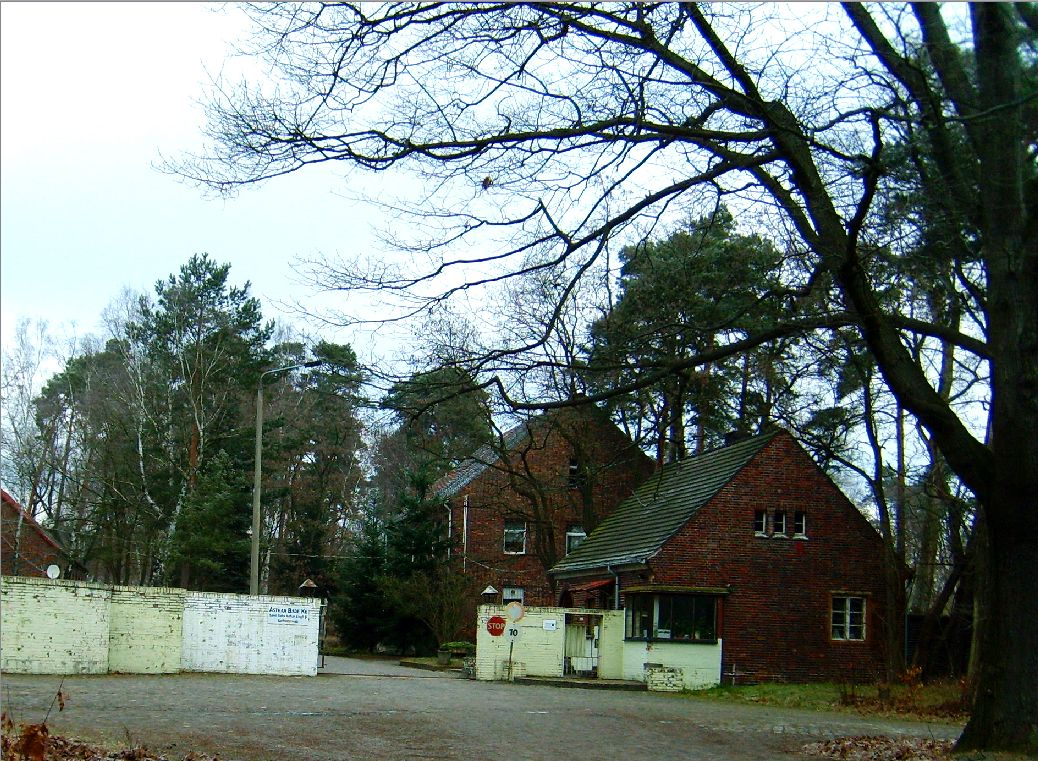
Eingang zur Muna Hohenleipisch

Die Luftmunitionsanstalt Hohenleipisch (umgangssprachlich Muna Hohenleipisch) war eine ab 1936 errichtete Munitionsanstalt der deutschen Luftwaffe nördlich der zum südbrandenburgischen Landkreis Elbe-Elster gehörenden Gemeinde Hohenleipisch. Ab 1945 bis zur politischen Wende in der DDR wurden die Liegenschaften von der Gruppe der Sowjetischen Streitkräfte in Deutschland genutzt.

## Geographische Lage
Das 368 Hektar große Gelände der Muna Hohenleipisch befindet sich unmittelbar nördlich der südbrandenburgischen Gemeinde Hohenleipisch linksseitig der Eisenbahnstrecke Berlin-Dresden und der Landesstraße L62. Die südlich gelegene sächsische Landeshauptstadt Dresden ist etwa 65 Kilometer entfernt.
Naturräumlich ist es vom Waldgebiet der einstigen Liebenwerdaer Amtsheide umgeben und wird vom Landschaftsschutzgebiet Hohenleipisch-Sornoer-Altmoränenlandschaft umschlossen. Im Westen und Norden grenzt das Gelände an das Naturschutzgebiet Forsthaus Prösa, im Osten an das Naturschutzgebiet „Der Loben“.

## Geschichte

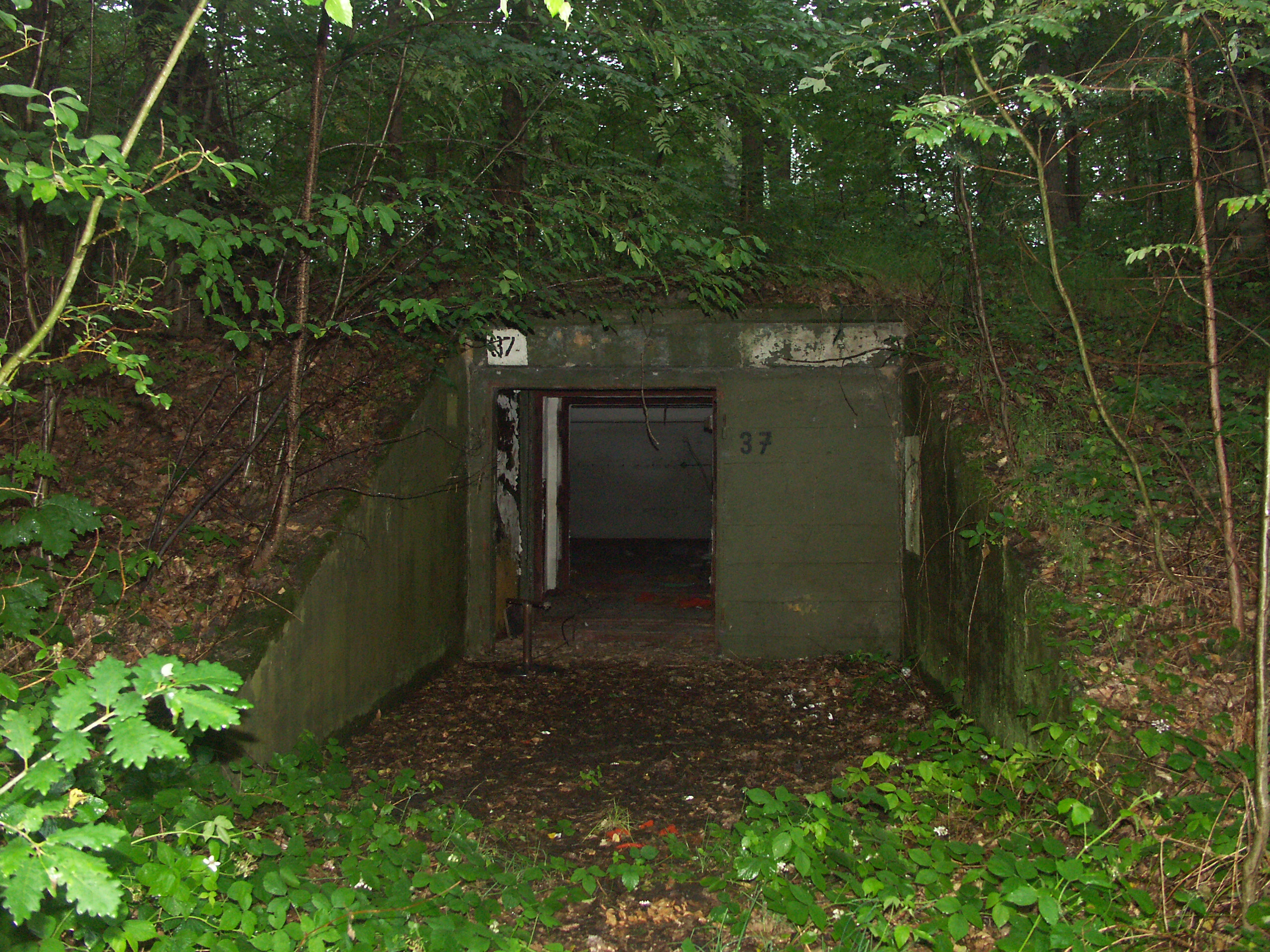
Bunker in der Muna Hohenleipisch

1935 wählte die Luftwaffe der deutschen Wehrmacht ein Waldgelände in der Liebenwerdaer Heide nördlich von Hohenleipisch für den Bau einer Munitionsanstalt (kurz Muna) aus. Mit dem Bau der verkehrstechnisch in idealer Lage an Eisenbahn und Straße angebundenen Anlage wurde 1936 begonnen. Die Wohn- und Verwaltungsgebäude der Muna boten den Anschein einer idyllischen Waldsiedlung in der Liebenwerdaer Heide. In ihrem Hinterland erstreckten sich umfangreiche Militäranlagen, wie unter anderem etwa einhundert oberirdisch angelegte Bunker zur Lagerung der in der Muna fertiggestellten Munition. Außerdem gab es Schießstände, Tanks und Unterkünfte.
Die Muna versorgte unter anderem die militärischen Flugplätze der Umgebung in Finsterwalde, Großenhain und Alt-Lönnewitz mit Munition und Bombennachschub. Ihr erster Kommandant war Major Gustav Bühler. Die Muna war so perfekt getarnt, dass sie von der Luft her durch das in sich geschlossene natürlich erhalten gebliebene Kronendach des sie umgebenden Waldes nicht gefunden werden konnte, und so blieben feindliche Luftangriffe im Zweiten Weltkrieg meist wirkungslos und trafen andere Gebiete, welche als Standort vermutet wurden.
Nach dem Krieg wurden die Anlagen von der Sowjetarmee bis zur politischen Wende in der DDR vor allem zur Einlagerung von Munition genutzt. Es wurden weitere Hallen und Gebäude zur militärischen Nutzung errichtet. Außerdem soll es auf dem Gelände Unterkünfte für bis zu 6000 Soldaten gegeben haben. Nach dem Abzug galt die Muna als einer der saubersten von den sowjetischen Truppen verlassenen Stützpunkte der neuen Bundesländer. Anschließend wurde ein Teil der Gebäude als Unterkunft für Asylbewerber genutzt.
Das Gelände der Muna stellt heute ein noch typisches kleines Auerwild-Biotop dar. Für eine erfolgreiche Wiederansiedlung von Auerwild, das in der die Muna umgebenden Liebenwerdaer Heide bis in die 1980er Jahre nachgewiesen werden kann, ist diese Fläche jedoch zu klein und sie müsste mit anderen geeigneten Waldflächen der Umgebung vernetzt werden. Die militärischen Altlasten im Gebiet sind immer noch sehr hoch und einige Flächen weiterhin gesperrt. Seit 2004 sind 169 Hektar als Naturschutzgebiet „Hohenleipisch“ unter Schutz gestellt.